# Eishockey-Europameisterschaft 1922
Die 7. Eishockey-Europameisterschaft fand zum zweiten Mal in der Schweiz statt. Das Turnier wurde vom 14. bis 16. Februar 1922 in St. Moritz ausgetragen. In diesem Jahr beteiligten sich wieder drei Mannschaften; Teilnehmer waren die Teams aus der Tschechoslowakei, Schweden und dem Gastgeberland Schweiz. Den Titel gewann die Tschechoslowakei, die damit – bezieht man die Siege Böhmens mit ein – ihre dritte Europameisterschaft (mit 1912 sogar die vierte) errang. Man revanchierte sich mit einem 3:2 für die im Vorjahr erlittene Niederlage gegen die Schweden.

## Spiele
| 14. Februar 1922 14:35 Uhr | Schweiz M. Andreossi (9.) | 1:8 (1:4, 0:4) Spielbericht | Tschechoslowakei K. Pešek (1.) J. Jirkovský (7.) J. Šroubek (16.) J. Jirkovský (18.) V. Loos (21.) K. Pešek (22.) J. Jirkovský (26.) J. Jirkovský (34.) | St. Moritz |

| 15. Februar 1922 15:30 Uhr | Schweiz | 0:7 (0:4, 0:3) | Schweden G. Johansson (3) N. Molander (2) E. Burman B. Holmquist | St. Moritz |

| 16. Februar 1922 | Tschechoslowakei Jirkovský (2) Pešek-Káda | 3:2 (2:0, 1:2) | Schweden Burman (2) | St. Moritz |

## Abschlusstabelle
|    |                  | Sp | S | U | N | Tore  | TD  | Pkt. |
| -- | ---------------- | -- | - | - | - | ----- | --- | ---- |
| 1. | Tschechoslowakei | 2  | 2 | 0 | 0 | 11:03 | +08 | 4:0  |
| 2. | Schweden         | 2  | 1 | 0 | 1 | 09:03 | +06 | 2:2  |
| 3. | Schweiz          | 2  | 0 | 0 | 2 | 01:15 | −14 | 0:4  |

| Europameister Tschechoslowakei | Jaroslav Pospíšil, Jaroslav Řezáč – Karel Pešek-Káďa, Otakar Vindyš, Jan Hamáček – Josef Šroubek, Jaroslav Jirkovský, Valentin Loos, Karel Hartmann, Josef Maleček, Miloslav Fleischmann |
| Silber Schweden                | Einar Olsson, Carl Josefsson – Einar Lundell, Einar Svensson – Erik Burman, Georg Johansson-Brandius, Birger Holmquist, Nils Molander, Ragnar Tidqvist, Rudolf Kock, Gunnar Galin        |
| Bronze Schweiz                 | Zacharias Andreossi – Maurice Jaccard, Jaques Mottier – Gian Andreossi, Mezzi Andreossi, Hans Koch, Michel Savoie, Jean Unger, Walter von Siebenthal                                     |